# Antoine-Henri Jomini

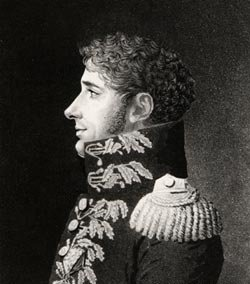
Antoine-Henri Jomini.

Antoine-Henri Jomini (Payerne, cantón de Vaud, Suiza, 6 de marzo de 1779-Bruselas, Bélgica, 22 de marzo de 1869) fue un general suizo.

## Biografía
Nacido en Payerne, donde su padre era síndico, se dedicó un tiempo al comercio por instancias de su padre, quien le recomendó ser negociante en el Vaud, pero su afición por los asuntos militares le hizo desistir de tales empeños. Así, Jomini logró enlistarse en las fuerzas armadas de la recién creada República Helvética en 1798, desplegando notable habilidad en asuntos militares y administrativos, así como una verdadera pasión por el estudio de la táctica militar, lo cual le caracterizaría toda su vida, además de orientar entonces su simpatías hacia la Francia napoleónica.
En 1805 Jomini conoció al general Michel Ney, ya entonces Mariscal de Francia, quien le recomendó como miembro de su Estado Mayor personal. Sirvió así en el ejército francés durante la guerra de la Tercera Coalición y quedó agregado al Estado Mayor del propio Napoleón Bonaparte en calidad de teórico militar, participando en la batalla de Ulm. Bajo la proyección del mariscal Ney, al año siguiente Jomini ganó la Legión de Honor, sirviendo luego como general en la campaña francesa en España.
Sus ideas tácticas le enemistaron en España con el mariscal Louis Alexandre Berthier, pero su fama motivó que ya en 1807 recibiera propuestas de Rusia para asesorar al ejército del zar, recibiendo una comisión del ejército ruso en 1808, con permiso de Napoleón I. Cuando Napoleón decidió invadir Rusia en 1812, Jomini ya era general de brigada pero pidió ser destinado a operaciones fuera del frente de lucha, en consideración a sus vínculos pasados con la corte rusa.
En 1814 Jomini seguía sirviendo en Francia, pero su antigua misión con los rusos le hizo sospechoso de deslealtad ante el mariscal Berthier, aunque pronto el mismo Napoleón halló infundadas tales sospechas. Jomini abandonó el servicio a Francia tras la abdicación de Napoleón de 1814 en Fontainebleau, y fue recibido honorablemente como general en el ejército del zar ruso Alejandro I, aunque después manifestó su abierto disgusto porque las tropas aliadas no respetaran la neutralidad de Suiza.
Tras mantenerse al lado de las tropas rusas durante los Cien Días, trató de salvar la vida de su antiguo protector, el mariscal Ney, lo cual casi le cuesta su cargo en el ejército ruso. Tras el Congreso de Viena, Jomini trabajó en Rusia como asesor militar, ayudando a instalar la "Academia imperial de estado mayor" encargada de formar oficiales en principios de estrategia y táctica. Sirvió luego como asesor en la Guerra ruso-turca (1828-1829).
Jomini se retiró del ejército imperial ruso en 1829, tras lo cual vivió en Bruselas hasta 1853, cuando fue llamado por el gobierno del zar Nicolás I como asesor debido a la Guerra de Crimea, volviendo a Bruselas en 1856. Alcanzó la fama como escritor y tratadista de estrategia militar, analizando el arte de la guerra de la etapa napoleónica y elaborando numerosos postulados teóricos.

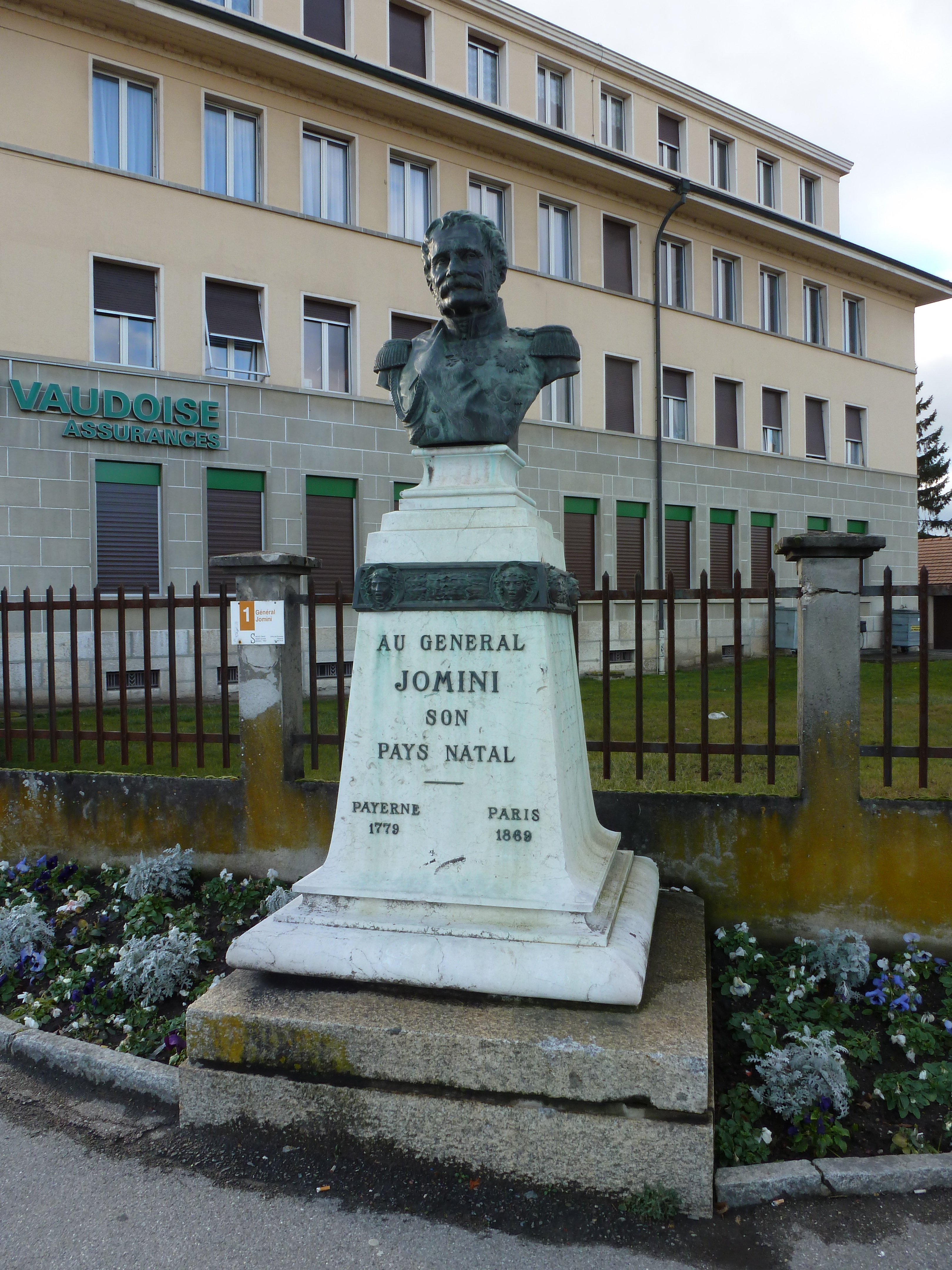
Monumento a Antoine-Henri Jomini en Payerne (trasladado en 2014 a la nueva Plaza del Général Jomini)

Jomini vivió en la capital belga desde entonces, dedicado a escribir libros de teoría bélica que estudiaban desde un punto de vista táctico las operaciones bélicas de su época (inclusive analizando la guerra austro-prusiana), al punto que los textos de Jomini influyeron en los jefes militares de los Estados Unidos durante la guerra de Secesión. Murió en Bruselas en 1869 a los 90 años de edad.
Sus obras tenían un carácter predominantemente didáctico, y sus teorías solían detallarse utilizando un vocabulario muy técnico y de carácter geométrico, usando así expresiones tales como "líneas estratégicas", "puntos claves" o "bases".
Su máxima fundamental para las operaciones militares afirmaba que ha de ponerse una fuerza de combate superior en el punto decisivo para la batalla. En su "Traité de grande tactique", concretamente en el capítulo 25, pondría de manifiesto la necesidad de enfatizar la exclusiva superioridad de las líneas interiores.

## Obra
- Jomini, Henri. Traité de grande tactique, ou, Relation de la guerre de sept ans, extraite de Tempelhof, commentée et comparée aux principales opérations de la derniére guerre; avec un recueil des maximes les plus important de l'art militaire, justifiées par ces différents évenéments. París: Giguet et Michaud, 1805.

- Jomini, Le Baron de. Précis de l'Art de la Guerre: Des Principales Combinaisons de la Stratégie, de la Grande Tactique et de la Politique Militaire. Brussels: Meline, Cans et Compagnie, 1838.
- Jomini, Henri. Guerra de España (memorias de su participación en la Guerra de la Independencia)